# Chloeia nuda
Chloeia nuda är en ringmaskart som beskrevs av Jean Louis Armand de Quatrefages de Bréau 1866. Chloeia nuda ingår i släktet Chloeia och familjen Amphinomidae. Inga underarter finns listade i Catalogue of Life.